# 德川綱重
德川綱重（日语：／ Tokugawa Tsunashige，1644年6月28日—1678年10月29日），日本江戶時代初期大名，甲斐國甲府藩藩主。他是德川幕府三代將軍德川家光的三男，母親是側室的順性院（阿夏之方）。六代將軍德川家宣、上野館林藩藩主松平清武的父親。乳名長松（與祖父秀忠一樣），元服後改名綱重。法號是清揚院。
承應3年（1654年）建造甲府濱屋敷（後來的濱離宮）。寬文元年（1661年）領甲斐國甲府藩25萬石。也因此有了甲府宰相的別名。政治上，綱重採用關孝和所說的學問，在甲府建造和湯島聖堂（孔子廟）一樣的孔廟。且對釜無河的治水很有貢獻。
綱重的兄長四代將軍家綱到了中年都一直沒有子嗣，本來綱重是有機會繼任第五代將軍的，不過綱重卻在延寶6年（1678年）突然逝世，享年僅三十四歲。結果第五代將軍的位子就由弟弟綱吉坐上去。而之後綱吉在長子德松夭折後，就不再有男嗣，因此將綱重的長子綱豐帶到江戶城裡作為養嗣子。之後綱豐就改名為家宣，並成為第六代將軍。
在《章弘宿禰記》中，記載了他被追封為征夷大將軍的詔令。

## 家系
- 父親：德川家光
- 母親：阿夏之方（岡部氏）
- 妻妾
  - 正室：隆崇院（二條光平女）
  - 繼室：紅玉院（綾小路俊景女）
  - 側室：於保良之方（田中氏）
- 子女
  - 長子：德川家宣（母於保良之方）
  - 次子：松平清武（母於保良之方）
  - 三子：午松？（母紅玉院？）